# Cristo risorto (Bussolo)
Il Cristo risorto è un'opera lignea conservata presso la chiesa di Santa Maria Nascente di Gromo San Marino frazione di Gandellino, attribuita alla bottega di Pietro Bussolo, un'opera unica nel suo genere.

## Storia
L'ancona del Cristo risorto, testimonia l'intensa attività dell'artista milanese nella bergamasca, che arrivò fino a raggiungere l'alta val Seriana. Se l'opera non è stata eseguita direttamente dall'artista, sicuramente è d'ambito, forse eseguita dai suoi migliori allievi come Donato Prestinari.
Gli atti della visita pastorale del 1535 di Pietro Lippomano, descrivono la presenza di ancone intagliate e dorate presenti sull'altare maggiore della chiesa dedicata a Maria Nascente della frazione di Gromo San Marino di Gandellino: scultura et auro redemitae e imagines sculptura et auro insignes, sculture che sostituivano i paliotti dell'altare.
La visita del 1575 di san Carlo Borromeo fu più puntuale nella relazione, descrisse un'opera lignea posta lateralmente all'altare in prossimità del ciborio: a cornu evangeli est icona infixa parieti Christi resurgentis cum custodibus in statuis sub qua alias ss, sacramentum servabatur. Sempre nel medesimo periodo furono documentate raffigurazioni di Cristo risorto a Cerete alto, Azzone e a Gandino nel museo della basilica.  Questo indicherebbe la presenza sul territorio dell'alta val Seriana, di questo soggetto devozionale.
La visita pastorale di Luigi Ruzzini del Settecento non descrive più la presenza di queste opere in altre chiese se non in questa di Gandellino: Resurrezione di Gesù Cristo, statua con nicchia e tre altre figure rappresentanti i soldati collocata dietro all'altare maggiore, e nel 1864 dalla visita pastorale del vescovo Pietro Luigi Speranza descrivendola come tra gli ornamenti più rimarchevoli della chiesa.
L'ancona venne descritta in forma più completa di come appare dallo storico dell'arte Angelo Pinetti che ha lasciato una documentazione descrittiva più puntuale: Ancona lignea intagliata e dorata con figure. Nell'arco di fondo tra due colonne il Redentore risorto; in basso tre soldati dormienti, principio del secolo XII, dietro l'altare maggiore in fondo al coro. Queste statue di soldati, che il Pinetti ha descritto, sono andate perse, forse rovinate, o forse vendute, e successivamente Elia Fornoni la registra come bella ancona a intaglie statuette.
Solo nel 1979 venne registrata la mancanza delle statue raffiguranti i soldati dormienti, e dal 1999 le ricerche hanno portato a considerare l'opera come lavoro del Bussolo, eseguita in età avanzata, o almeno di ambito.

## Descrizione
L'ancona si differenzia da altri lavoro dell'artista milanese perché non ha nicchie ma ha una composizione unitaria unica che non ne trova altre simili.
Anche l'ancora lignea non trova corrispondenza con altre del medesimo tempo presenti sul territorio, questo la porterebbero a dare una datazione del secondo biennio del XVI secolo, sarebbero però avvicinabili alle colonne della chiesa di Santo Spirito di Bergamo. L'ancona del Polittico della Pentecoste opera di Ambrogio da Fossano fu realizzata dal Prestinari, questo sarebbe un elemento aggiuntivo alla considerazione che l'intagliatore abbia eseguito in collaborazione con il suo maestro, l'opera.
In uno sfondo blu scuro, con lucenti stelle dorate e piccoli angeli vi è la raffigurazione del Cristo risorto.
Il Risorto è raffigurato in uno straordinario slancio del corpo nudo verso l'alto, riprendendo i modelli classici avvicinabili all'Apollo del Belvedere, che l'artista avrebbe potuto studiare durante un suo viaggio a Roma, anche se il Bussolo raffigura un Cristo in cielo, sollevato da terra e che nello slancio verso l'alto ci manifesta le sue masse muscolari con la libertà anche della pettinatura e della barba, raffigurazione unica e lontana dalla tradizionale rappresentazione dell'artista, ma questa doveva rappresentare l'immagine di una nuova vita, con l'abbandono dei drammi terreni. Il braccio destro indica la parola di Dio, e la sinistra sorregge il sudario bianco con bordatura dorata che lo avvolge e che diventa parte della nuova vita. La medesima raffigurazione la unisce al Cristo risorto del Tiziano datata 1524. Si possa considerare che proprio questa opera colpì la committenza di Gandellino, indicandola come richiesta, perché vi era una forte vicinanza tra l'alta bergamasca con Brescia, documentata da atti notarili, per il commercio di armi bianche prodotte sul territorio.